# جبن أريزونا المقرمش
جبن أريزونا المقرمش (أو الجبن المقرمش) هو طبق من دقيق ترتية يغطى سطحه بالجبن المبشور، ويُخبز حتى يصبح السطح هشاً (مقرمشاً). وهو شبيه بكويساديلا، لكن الفرق أن الجبن المقرمش لا يتم طيه، بل يُخبز حتى تصبح الترتية مقرمشة. يمكن استخدام أنواع مختلفة من الجبن ويمكن المزج بينها، كجبن أوكساكا وجبنة تشيدر. أحياناً توضع فوق الطبق شرائج البصل أو الكزبرة أو الفلفل. يُقال أن الجبن المقرمش صُنع للمرة الأولى في مقهى إل تشارو الشهير في توسون في أريزونا.
يوجد الجبن المقرمش في كافة أرجاء ولاية أريزونا، لكنه نادرٌ خارجها أو في الولايات الأخرى، لكن يمكن العثور عليه في بعض الأماكن السياحية كسان دييغو (كاليفورنيا)